# 水谷雄一
水谷 雄一（みずたに ゆういち、1980年5月26日 - ）は、東京都出身の元プロサッカー選手、サッカー指導者。現役時代のポジションはゴールキーパー。

## 来歴
清水商業高校（現静岡市立清水桜が丘高等学校）3年時に第77回全国高等学校サッカー選手権大会に出場したが、3回戦で兵庫県の滝川二高に敗れた。高校卒業後の1999年に関東学院大学に進学するものの同年に中退してJ1のベルマーレ平塚に入団。しかし、3試合の出場にとどまりチームはJ2に降格した。
チーム名を湘南ベルマーレに改めた2000年は名古屋グランパスから加入した伊藤裕二とポジションを争い19試合に出場したが、この年限りで湘南を退団した。2001年、アビスパ福岡に移籍、同年は出場なしに終わり2002年はセレッソ大阪にレンタル移籍したが、ここでも下川誠吾の前に出場機会はなく1年で福岡に復帰した。それでも2003年より徐々に出場機会に恵まれるようになり、背番号1を付けた2004年からは大神友明と塚本秀樹の両ベテランを差し置いてレギュラーを獲得。2005年には全44試合にフル出場した。
福岡のJ2降格に伴い2007年に柏レイソルに移籍。南雄太から背番号1を譲り受けたが、出場機会には恵まれず1年で退団。2008年、京都サンガF.C.に移籍した。京都では平井直人に代わり正GKとして試合に出場した。2010年の後半戦は守田達弥にレギュラーを奪われたが、平井が引退した2011年からは背番号1を受け継いだ。それ以降は再びレギュラーとなり、守田は出番を求めレンタル移籍した。
2013年、アビスパ福岡へ7年ぶりに復帰 が、6月1日の第17節ロアッソ熊本戦で負傷した。既に交代枠を使い切っていた上に西田剛が退場となっていたため、水谷はプレーを続行しようとしたものの周囲に止められ、担架で運ばれ退場した。9人となった福岡は城後寿が急遽GKを務め、シュートを2本止めるなど健闘したが、後半45+10分にファビオに失点を許して1-1で引き分けた。以降の試合では、昨年から引き続いて神山竜一が正GKを務めた。水谷の負傷は左アキレス腱断裂と診断されたが、驚異的な回復力で11月に練習に復帰。11月17日の第41節愛媛FC戦で約5ヶ月半ぶりのリーグ戦出場を果たした。
2014年、カターレ富山へ完全移籍。富山は、安間貴義監督がJ1昇格プレーオフを目指す過程においてプレーオフ出場経験のある選手を求めており、福岡との契約が残っているものの（京都在籍時にプレーオフ出場経験のある）水谷の獲得に動いた。開幕からスタメン出場を続けていたが、前年の負傷の影響から精彩を欠き、出場12試合で勝ち点2しか挙げられずに飯田健巳やレンタルで加入した廣永遼太郎にポジションを奪われていった。
2014年のシーズン終了をもって引退した が、2016年9月、J.FC MIYAZAKIで現役復帰 し、シーズン終了後に退団した。
翌2017年、AC長野パルセイロGKコーチに就任。
2021年、栃木SCのGKコーチに就任。
2021年12月24日、AC長野パルセイロ・レディースのGKコーチに就任。
2023年、FC今治のGKコーチに就任。2024年12月、同年限りでの退任を発表。

## 所属クラブ
- 1996年 - 1998年 清水市立商業高等学校
- 1999年 関東学院大学（中退）
- 1999年 - 2000年  ベルマーレ平塚/湘南ベルマーレ
- 2001年 - 2006年  アビスパ福岡
  - 2002年  セレッソ大阪 (期限付き移籍)
- 2007年  柏レイソル
- 2008年 - 2012年  京都サンガF.C.
- 2013年  アビスパ福岡
- 2014年  カターレ富山
- 2016年9月 - 同年12月  J.FC MIYAZAKI

## 個人成績
| 国内大会個人成績 | 国内大会個人成績 | 国内大会個人成績 | 国内大会個人成績 | 国内大会個人成績 | 国内大会個人成績 | 国内大会個人成績 | 国内大会個人成績 | 国内大会個人成績 | 国内大会個人成績 | 国内大会個人成績 | 国内大会個人成績 |
| 年度             | クラブ           | 背番号           | リーグ           | リーグ戦         | リーグ戦         | リーグ杯         | リーグ杯         | オープン杯       | オープン杯       | 期間通算         | 期間通算         |
| 年度             | クラブ           | 背番号           | リーグ           | 出場             | 得点             | 出場             | 得点             | 出場             | 得点             | 出場             | 得点             |
| 日本             | 日本             | 日本             | 日本             | リーグ戦         | リーグ戦         | リーグ杯         | リーグ杯         | 天皇杯           | 天皇杯           | 期間通算         | 期間通算         |
| ---------------- | ---------------- | ---------------- | ---------------- | ---------------- | ---------------- | ---------------- | ---------------- | ---------------- | ---------------- | ---------------- | ---------------- |
| 1999             | 平塚             | 26               | J1               | 3                | 0                | 0                | 0                | 0                | 0                | 3                | 0                |
| 2000             | 湘南             | 21               | J2               | 19               | 0                | 2                | 0                | 0                | 0                | 21               | 0                |
| 2001             | 福岡             | 30               | J1               | 0                | 0                | 0                | 0                | 0                | 0                | 0                | 0                |
| 2002             | C大阪            | 22               | J2               | 0                | 0                | -                | -                | 0                | 0                | 0                | 0                |
| 2003             | 福岡             | 16               | J2               | 24               | 0                | -                | -                | 3                | 0                | 27               | 0                |
| 2004             | 福岡             | 1                | J2               | 43               | 0                | -                | -                | 1                | 0                | 44               | 0                |
| 2005             | 福岡             | 1                | J2               | 44               | 0                | -                | -                | 0                | 0                | 44               | 0                |
| 2006             | 福岡             | 1                | J1               | 33               | 0                | 0                | 0                | 0                | 0                | 33               | 0                |
| 2007             | 柏               | 1                | J1               | 1                | 0                | 1                | 0                | 1                | 0                | 3                | 0                |
| 2008             | 京都             | 21               | J1               | 26               | 0                | 3                | 0                | 2                | 0                | 31               | 0                |
| 2009             | 京都             | 21               | J1               | 34               | 0                | 6                | 0                | 2                | 0                | 42               | 0                |
| 2010             | 京都             | 21               | J1               | 17               | 0                | 1                | 0                | 1                | 0                | 19               | 0                |
| 2011             | 京都             | 1                | J2               | 38               | 0                | -                | -                | 6                | 0                | 44               | 0                |
| 2012             | 京都             | 1                | J2               | 42               | 0                | -                | -                | 2                | 0                | 44               | 0                |
| 2013             | 福岡             | 23               | J2               | 13               | 0                | -                | -                | 0                | 0                | 13               | 0                |
| 2014             | 富山             | 21               | J2               | 12               | 0                | -                | -                | 0                | 0                | 12               | 0                |
| 2016             | JFC宮崎          | 35               | 九州             | 0                | 0                | -                | -                | -                | -                | 0                | 0                |
| 通算             | 日本             | 日本             | J1               | 114              | 0                | 11               | 0                | 6                | 0                | 131              | 0                |
| 通算             | 日本             | 日本             | J2               | 235              | 0                | 2                | 0                | 12               | 0                | 249              | 0                |
| 通算             | 日本             | 日本             | 九州             | 0                | 0                | -                | -                | -                | -                | 0                | 0                |
| 総通算           | 総通算           | 総通算           | 総通算           | 349              | 0                | 13               | 0                | 18               | 0                | 380              | 0                |

- Jリーグ初出場 - 1999年10月30日 J1 2nd 第11節 セレッソ大阪戦 (平塚競技場)

その他の公式戦
- 2004年
  - J1・J2入れ替え戦 2試合0得点
- 2006年
  - J1・J2入れ替え戦 2試合0得点
- 2012年
  - J1昇格プレーオフ 1試合0得点

## 代表歴
- 1998年 日本高校選抜
- 2000年 U-23日本代表候補

## 指導歴
- 2016年 開新高等学校サッカー部 GKコーチ
- 2016年 J.F.C MIYAZAKI GKコーチ
- 2017年 - 2020年 AC長野パルセイロ GKコーチ
- 2021年 栃木SC GKコーチ
- 2022年 AC長野パルセイロ・レディース GKコーチ
- 2023年 - 2024年 FC今治 GKコーチ